# Telmatoscopus ellisi
Telmatoscopus ellisi és una espècie d'insecte dípter pertanyent a la família dels psicòdids que es troba a Europa: Anglaterra.